# Championnat d'Andorre de football 2007-2008
Navigation
Saison précédente Saison suivante
La saison 2007-2008 de Primera Divisió est la treizième édition de la première division andorrane.
Lors de celle-ci, le FC Ranger's a tenté de conserver son titre de champion face aux sept meilleurs clubs andorrans lors d'une série de matchs se déroulant sur toute l'année.
Les huit clubs participants à la première phase de championnat ont été confrontés à deux reprises aux sept autres. Lors de la deuxième phase, les quatre premiers se sont affrontés deux fois de plus pour se disputer la victoire finale et les quatre derniers pour éviter la relégation.
C'est le FC Santa Coloma qui a été sacré champion d'Andorre pour la quatrième fois.
À partir de cette saison, une seule place du championnat était qualificative pour les compétitions européennes, la deuxième place revenant au vainqueur de la Coupe de la Constitution 2007-2008.

## Qualifications en coupe d'Europe
À l'issue de la saison, le champion s'est qualifié pour le 1er tour de qualification de la Ligue des champions 2008-2009.
Le vainqueur de la Coupe de la Constitution a pris la place en Coupe UEFA 2008-2009.

## Les 8 clubs participants
| Club                  | Ville               |
| --------------------- | ------------------- |
| FC Casa do Benfica    | Andorre-la-Vieille  |
| UE Engordany          | Escaldes-Engordany  |
| Inter Club d'Escaldes | Escaldes-Engordany  |
| FC Lusitanos          | Andorre-la-Vieille  |
| CE Principat          | Andorre-la-Vieille  |
| FC Ranger's           | Andorre-la-Vieille  |
| FC Santa Coloma       | Andorre-la-Vieille  |
| UE Sant Julià         | Sant Julià de Lòria |

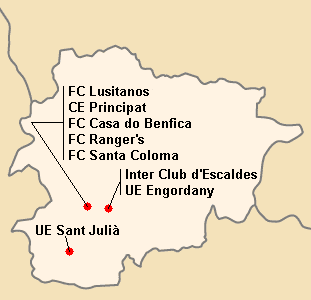
Localisation des clubs engagés dans le championnat.

En raison du peu de stades se trouvant sur le territoire d'Andorre, les matchs sont joués exclusivement à l'Estadi Nacional d'Aixovall d'une capacité de 1 500 places.

## Compétition

### Phase 1

#### Classement
Le classement est établi sur le barème de points classique (victoire à 3 points, match nul à 1, défaite à 0).
Pour départager les égalités, on tient d'abord compte de la différence de buts générale, puis du nombre de buts marqués, puis des confrontations directes et enfin si la qualification ou la relégation est en jeu, les deux équipes jouent une rencontre d'appui sur terrain neutre.
| Rang | Équipe                | Pts | J  | G  | N | P  | Bp | Bc | Diff |
| ---- | --------------------- | --- | -- | -- | - | -- | -- | -- | ---- |
| 1    | FC Santa Coloma       | 36  | 14 | 11 | 3 | 0  | 58 | 4  | +54  |
| 2    | FC Ranger's T         | 33  | 14 | 10 | 3 | 1  | 37 | 16 | +21  |
| 3    | UE Sant Julià C       | 30  | 14 | 9  | 3 | 2  | 46 | 11 | +35  |
| 4    | FC Lusitanos          | 27  | 14 | 9  | 0 | 5  | 34 | 13 | +21  |
| 5    | CE Principat          | 17  | 14 | 5  | 2 | 7  | 20 | 33 | -13  |
| 6    | UE Engordany P        | 10  | 14 | 3  | 1 | 10 | 17 | 61 | -44  |
| 7    | Inter Club d'Escaldes | 7   | 14 | 2  | 1 | 11 | 11 | 32 | -21  |
| 8    | FC Casa do Benfica P  | 1   | 14 | 0  | 1 | 13 | 4  | 57 | -53  |

| Légende : Qualifications et relégations | Légende : Qualifications et relégations                                                           |
| --------------------------------------- | ------------------------------------------------------------------------------------------------- |
|                                         | Qualifié pour le tour des champions                                                               |
|                                         | Qualifié pour le tour de relégation                                                               |
|                                         | T : Tenant du titre 2006-2007 P : Promu en 2006-2007 C : Vainqueur de la Coupe de la Constitution |

#### Matchs
| Résultats (▼dom., ►ext.)                                   | Cas | Eng  | Int | Lus | Pri | Ran | FCSC | UESJ |
| FC Casa do Benfica                                         |     | 0-1  | 1-3 | 1-6 | 1-3 | 0-3 | 0-6  | 0-10 |
| UE Engordany                                               | 1-1 |      | 2-1 | 0-5 | 2-4 | 2-3 | 0-11 | 1-4  |
| Inter Club d'Escaldes                                      | 2-0 | 1-2  |     | 2-4 | 0-1 | 0-2 | 0-3  | 0-3  |
| FC Lusitanos                                               | 2-0 | 8-1  | 2-0 |     | 2-0 | 2-0 | 0-1  | 1-4  |
| CE Principat                                               | 3-0 | 3-2  | 0-0 | 0-2 |     | 2-5 | 0-4  | 2-2  |
| FC Ranger's                                                | 7-0 | 4-1  | 3-2 | 1-0 | 3-2 |     | 2-2  | 1-1  |
| FC Santa Coloma                                            | 7-0 | 11-0 | 4-0 | 2-0 | 4-0 | 1-1 |      | 1-1  |
| UE Sant Julià                                              | 3-0 | 5-2  | 5-0 | 1-0 | 6-0 | 1-2 | 0-1  |      |
| - Victoire à domicile - Match nul - Victoire à l'extérieur |     |      |     |     |     |     |      |      |

### Phase 2

#### Classements
Les classements sont établis sur le barème de points classique (victoire à 3 points, match nul à 1, défaite à 0).
Pour départager les égalités, on tient d'abord compte de la différence de buts générale, puis du nombre de buts marqués, puis des confrontations directes et enfin si la qualification ou la relégation est en jeu, les deux équipes jouent une rencontre d'appui sur terrain neutre.
| Rang | Équipe          | Pts | J  | G  | N | P | Bp | Bc | Diff |
| ---- | --------------- | --- | -- | -- | - | - | -- | -- | ---- |
| 1    | FC Santa Coloma | 47  | 20 | 14 | 5 | 1 | 69 | 10 | +59  |
| 2    | UE Sant Julià C | 41  | 20 | 12 | 5 | 3 | 59 | 19 | +40  |
| 3    | FC Ranger's T   | 40  | 20 | 12 | 4 | 4 | 47 | 30 | +17  |
| 4    | FC Lusitanos    | 31  | 20 | 10 | 1 | 9 | 44 | 29 | +15  |

| Rang | Équipe                | Pts | J  | G | N | P  | Bp | Bc | Diff |
| ---- | --------------------- | --- | -- | - | - | -- | -- | -- | ---- |
| 5    | CE Principat          | 30  | 20 | 9 | 3 | 8  | 33 | 37 | -4   |
| 6    | Inter Club d'Escaldes | 20  | 20 | 6 | 2 | 12 | 23 | 37 | -14  |
| 7    | UE Engordany P        | 13  | 20 | 4 | 1 | 15 | 21 | 79 | -58  |
| 8    | FC Casa do Benfica P  | 7   | 20 | 2 | 1 | 17 | 13 | 68 | -55  |

| Légende : Qualifications et relégations | Légende : Qualifications et relégations                                                           |
| --------------------------------------- | ------------------------------------------------------------------------------------------------- |
|                                         | Ligue des champions 2008-2009 (1er Tour de qualification)                                         |
|                                         | Coupe UEFA 2008-2009 (1er Tour de qualification)                                                  |
|                                         | Qualification pour les barrages de relégation en Segona Divisió                                   |
|                                         | Relégation en Segona Divisió                                                                      |
|                                         | T : Tenant du titre 2006-2007 P : Promu en 2006-2007 C : Vainqueur de la Coupe de la Constitution |

#### Matchs
| Résultats (▼dom., ►ext.)                                   | Lus | Ran | FCSC | UESJ |
| FC Lusitanos                                               |     | 2-4 | 1-5  | 1-1  |
| FC Ranger's                                                | 3-2 |     | 0-1  | 1-4  |
| FC Santa Coloma                                            | 1-0 | 2-2 |      | 1-1  |
| UE Sant Julià                                              | 2-4 | 3-0 | 2-1  |      |
| - Victoire à domicile - Match nul - Victoire à l'extérieur |     |     |      |      |

| Résultats (▼dom., ►ext.)                                   | Cas | Eng | Int | Pri |
| FC Casa do Benfica                                         |     | 1-2 | 1-2 | 3-1 |
| UE Engordany                                               | 1-3 |     | 1-3 | 0-3 |
| Inter Club d'Escaldes                                      | 2-1 | 4-0 |     | 0-1 |
| CE Principat                                               | 3-0 | 4-0 | 1-1 |     |
| - Victoire à domicile - Match nul - Victoire à l'extérieur |     |     |     |     |

### Barrage
À la fin de la saison, l'UE Engordany, avant-dernier de Primera Divisió a affronté la deuxième meilleure équipe de Segunda Divisió, l'UE Extremenya, et s'est maintenu.
|        | Club          | Score | Club          |
| Aller  | UE Engordany  | 2-3   | UE Extremenya |
| Retour | UE Extremenya | 0-3   | UE Engordany  |

## Bilan de la saison
| Tableau d'Honneur        |                 |
| Compétition              | Vainqueur       |
| Primera Divisió          | FC Santa Coloma |
| Coupe de la Constitution | UE Sant Julià   |
| Supercoupe d'Andorre     | FC Santa Coloma |

| Qualifications européennes 2008-2009 |                 |
| Ligue des champions                  | Qualifiés       |
| 1er tour de qualification            | FC Santa Coloma |
| Coupe UEFA                           | Qualifiés       |
| 1er tour de qualification            | UE Sant Julià   |

| Promotions et relégations  |                    |
| Relégués en Segona Divisió | FC Casa do Benfica |
| Promus de Segona Divisió   | UE Santa Coloma    |